# 331-й гвардейский парашютно-десантный полк
331-й гвардейский парашютно-десантный ударный Костромской ордена Кутузова полк (сокр. 331 пдп, в/ч 71211) — тактическое формирование (воинская часть) Воздушно-десантных войск СССР, а затем — Российской Федерации.
Дислокация — г. Кострома. Входит в состав 98-й гвардейской воздушно-десантной дивизии, в прошлом входил в состав 105-й и 106-й гвардейских воздушно-десантных дивизий. Полк стал первой воинской частью ВС России, удостоенного звания «Ударный».

## История
331-й гв. пдп 20 марта 2000 г. в Чеченской Республике.
331-й гвардейский парашютно-десантный полк сформирован 27 декабря 1944 года на станции Марьина Горка Минской области на базе 7-й,11-й,14-й, 17-й гвардейских воздушно-десантных бригад и 12-й гвардейской воздушно-десантной дивизии. По окончании формирования полк вошёл в состав 105-й гвардейской стрелковой дивизии.
На заключительном этапе Великой Отечественной войны гвардейцы полка участвовали в освобождении Венгрии, Австрии, Чехословакии и закончили боевые действия 12 мая 1945 года под д. Червень в Чехословакии. За мужество и героизм, проявленные в боях с немецко-фашистскими захватчиками, полку 8 раз объявлялись благодарности Верховного Главнокомандующего.
25 июля 1946 года на разъезде Янинский Тейковского района Ивановской области полк переформировался из стрелкового в парашютно-десантный. Находился в составе 105-й гвардейской воздушно-десантной Венской Краснознамённой дивизии (г. Кострома).
В 1960 году полк вошёл в состав 106-й гвардейской воздушно-десантной дивизии с местом дислокации г. Кострома.
Полк постоянно участвовал в крупных войсковых тактических учениях:
- 1966 год — тактическое учение с десантированием по обеспечению высадки морского десанта в районе г. Керчь.
- 1967 год — учения «Днепр», десантирование на территории Болгарии. Личный состав 2 пдб был участником парада войск Варшавского договора в г. Пловдиве.
- Осенью 1967 года 350 человек участвовали в параде на Красной площади в г. Москве.
- 1969 год — десантирование на остров Новая Земля.
- 1971 год — тактическое учение с десантированием в районе города Кировобад (Гянджа).
- 1979 год — тактическое учение с десантированием в районе станции Безречная (ЗабВО).

С 1976 года полк становится постоянным участником военных парадов на Красной площади в г. Москве.
В 1987 г. полк награждён вымпелом Министра обороны «За мужество и воинскую доблесть» за выполнение заданий правительства.
В 1988—1990 гг. личный состав полка участвовал в наведении правопорядка в Закавказье.
В 1995 г. сводная рота полка выполняла миротворческие задачи в составе сил ООН в Югославии.
В июне 1992 года в составе Миротворческих сил полк принимал участие в урегулировании межнациональных конфликтов в Приднестровье, Северной Осетии.
В 1993 г. полк вошёл в состав 98-й гвардейской воздушно-десантной Свирской Краснознамённой ордена Кутузова 2-й степени дивизии (в/ч 65451, г. Иваново).

### Первая чеченская война
В период с 13 декабря 1994 года по 20 февраля 1995 года сводный батальон 98-й гвардейской воздушно-десантной дивизии участвовал в Первой Чеченской войне на Северном Кавказе.
В 1995 г. 9 мая участвовал на военном параде в Москве, посвящённом 50-летию Победы в Великой Отечественной войне.
В мае — июне 1999 г. на базе 2-го парашютно-десантного батальона (составил основу) 331-го гв. полка был сформирован и в июле 1999 года направлен в Косово (Югославия) сводный 14-й отдельный парашютно-десантный батальон для выполнения миротворческих задач. Формирование сводного батальона происходило в сжатые сроки, с учётом ситуации, сложившейся на Балканах.

### Вторая чеченская война
В период с 17 сентября 1999 года по 21 марта 2000 года полковая тактическая группа (ПТГ), сформированная на базе полка, принимала участие в выполнении боевых задач в составе Объединённой группировки войск во Вторую чеченскую войну на Северном Кавказе в Чечне. За мужество и героизм, проявленные в борьбе с бандформированиями, 1276 военнослужащих дивизии из состава ПТГ награждены правительственными наградами. Двое военнослужащих 331-го гв. полка удостоены звания Героя Российской Федерации.
Указом Президента Российской Федерации от 16 марта 2000 года командир 331-го гв. пдп полковник Майоров, Николай Петрович удостоен звания Героя Российской Федерации.
В марте 2000 г. 217 десантников 331-го гв. пдп 98-й гв. вдд, за мужество и героизм, проявленные и борьбе с бандформированиями в период с 17 сентября 1999 г. по 21 марта 2000 г., получили государственные награды. Их вручил «голубым беретам» и. о. Президента РФ В. В. Путин, специально прилетевший для этого в Чечню. 
6(7) мая 2000 года 331-му гвардейскому парашютно-десантному полку был вручён второй Вымпел МО РФ «За мужество и воинскую доблесть».
9 мая 2000 года 331-й гв. парашютно-десантный полк участвовал на военном параде в Москве, посвящённом 55-летию Победы в Великой Отечественной войне. Возглавлял пешую коробку 331-го гв. пдп гв. Герой РФ полковник Майоров, Николай Петрович.
С 25 ноября 2002 года по март 2003 года батальонная тактическая группа (БТГ), сформированная на базе 3-го пдб, выполняла задания Правительства РФ на Северном Кавказе.

### Война в Грузии
В августе — сентябре 2008 года 1-й пдб принимал участие в войне в Грузии.

### Война на востоке Украины
В августе 2014 года подразделения полка участвовали в боях под Иловайском. При этом 10 десантников попали в плен к украинским войскам. Один из заключённых показал, что его подразделение получило приказ сменить форму и закрасить опознавательные символы на форме и на своих машинах.
Российские военные заявили, что пленные десантники пересекли границу «случайно». 5 августа 2015 года Генеральный военный прокурор Украины сообщил, что пленные десантники были обменены 29-30 августа 2014 года на 63 украинских солдат и гражданских лиц, задержанных российскими и сепаратистскими силами.
Между 29 и 31 августа десантники полка охраняли украинских пленных, захваченных в Иловайском котле после неудачной попытки украинского прорыва под Иловайском.
Украина возложила ответственность на полк за убийство сотен украинских солдат в Иловайске в нарушение соглашения о прекращении огня.

### Вторжение на Украину, 2022 год
По данным британского министерства обороны, в начале вторжения полку была поставлена задача захватить аэродром Гостомель на окраине Киева, который планировался как плацдарм для усиления последующих операций по захвату украинской столицы. После интенсивных боев наступление быстро застопорилось, и в пригородах Киева — Буче, Ирпене и Гостомеле — колонна российских войск понесла значительные потери. 331-й полк, как и тысячи российских солдат, был отброшен из северной Украины обратно в соседнюю Беларусь во второй половине марта. Основные причины больших потерь десантников: спешка, отсутствие согласованного оперативного плана, наличие только легкобронированных машин и недостаточное количество сил, необходимых для ведения таких боев. Полк воевал в Буче и мог быть причастен к резне в Буче.
Сообщения о потерях в полку начали появляться с начала марта. 11 марта 2022 года губернатор Костромской области Сергей Ситников выразил соболезнования в связи с гибелью ефрейтора 331-го полка Леонида Пантелеева. 13 марта в ходе вторжения России на Украину погиб командир полка полковник Сергей Сухарев, посмертно удостоенный звания Героя Российской Федерации.
По данным радио "Свобода", участвовал в боях за Мощун. Полк стал одной из самых пострадавших российских военных частей, понёсший наибольшие потери. Полк понес тяжёлые потери и потерял командование во время боев в Киевской области. На начало сентября 2022 года официально насчитывается более 80 погибших, в том числе командир полка и ещё 20 офицеров. Би-би-си отмечает, что реальное число погибших в 331-м полку может достигать 150 человек.
Жители Костромы полагают, что в течение нескольких недель вторжения на Украину могли погибнуть около 100 военнослужащих полка. Даже консервативный подсчёт погибших показывает, что потери костромских десантников уже на начало апреля 2022 года превышали потери от конфликтов в Афганистане и Чечне.
После отдыха полк был задействован в апрельских боях под Изюмом на востоке Украины. В конце мая — в боях примерно в 100 км к юго-востоку от Попасной. В результате боев, последовавших в апреле — июне, число подтвержденных смертей в полку возросло с 39 в начале апреля до 62 в конце июля 2022. Учитывая число пропавших без вести, фактическое число погибших значительно выше и может достигать 150. Если добавить раненых, общие потери, вероятно, будут 650—670 на июль 2022. Это более половины численности 331-го полка на момент его вторжения в Украину в феврале. Местные СМИ подтвердили, что более 80 солдат из Костромы были убиты (включая служащих других подразделений Костромы) с конца февраля, что сопоставимо с 56 убитых за всю девятилетнюю войну в Афганистане. Число подтвержденных погибших выросло до 94 к началу апреля 2023. Журналисты предполагают, что потери бригады в Украине, включая пленных и тяжело раненых, могут достигать нескольких сотен.
По заявлению СБУ, у неё есть информация о многочисленных преступлениях полка, в том числе фактах обстрелов жилых домов местных жителей, грабежей и убийств.

## Почётные звания
По итогам летнего периода обучения 2017 года полк стал первой воинской частью ВС РФ, удостоенной звания «Ударный» приказом Министра обороны РФ. Геральдический знак полку передал заместитель командующего воздушно-десантными войсками генерал-лейтенант Холзаков А. В.

## Состав

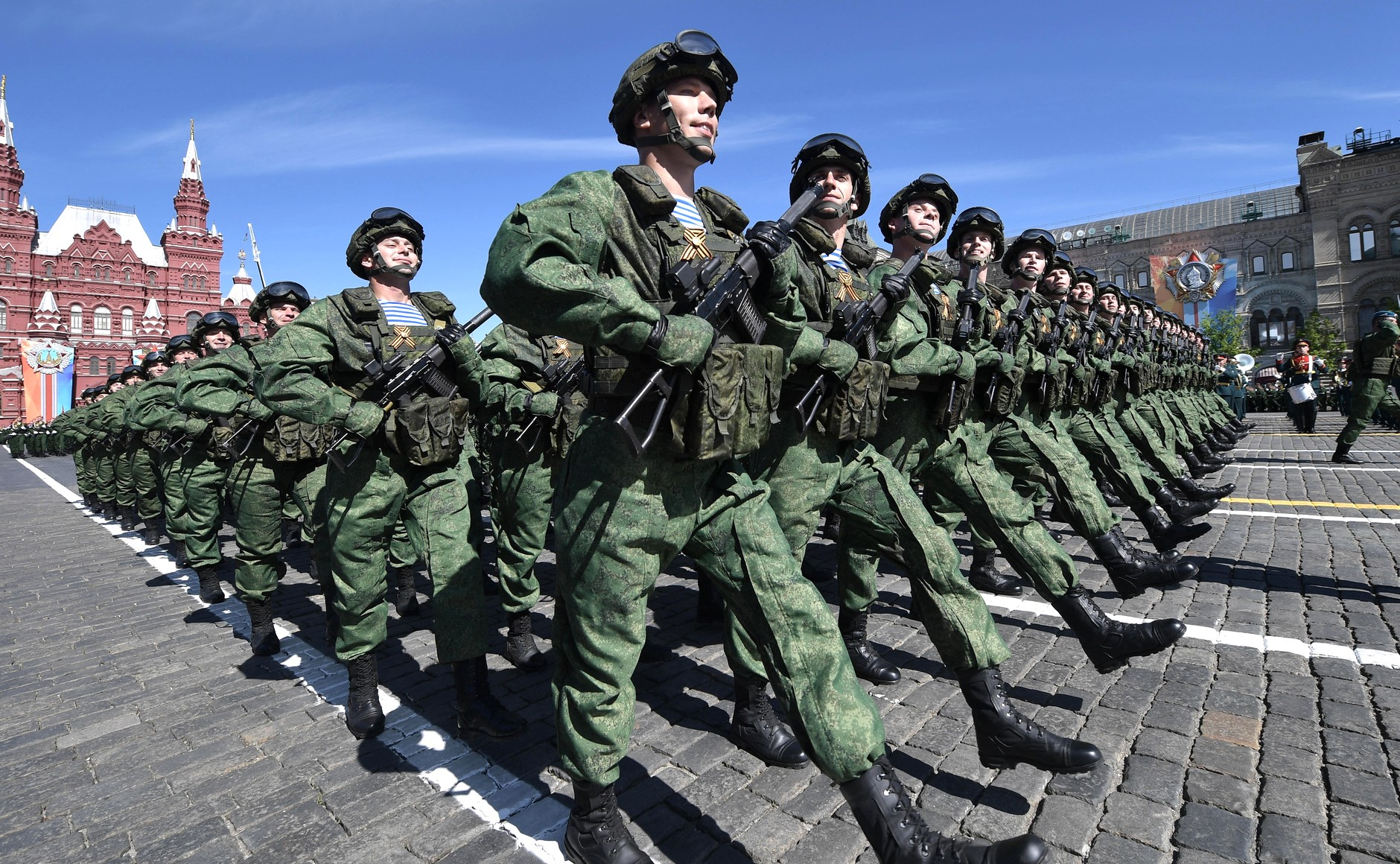
Парадный расчёт полка на параде Победы в Москве в 2018 году

- Управление полка
- 1-й парашютно-десантный батальон
- 2-й парашютно-десантный батальон
- 3-й парашютно-десантный батальон
- Самоходно-артиллерийский дивизион
- Разведывательная рота
- Противотанковая батарея
- Зенитная ракетная батарея
- Рота связи
- Инженерно-сапёрная рота
- Ремонтная рота
- Рота десантного обеспечения
- Рота материального обеспечения
- Взвод РХБ защиты
- Комендантский взвод
- Полковой медицинский пункт
- Оркестр

## Командиры
- гвардии полковник Чаплыгин, Пётр Васильевич
- гвардии полковник Подколзин, Евгений Николаевич (1973)
- гвардии подполковник Королев Павел Васильевич (1976)
- гвардии полковник Лебедь, Александр Иванович (1985—1986)
- гвардии полковник Ленцов, Александр Иванович (1990—1993)
- гвардии полковник Майоров, Николай Петрович (1997—2000)
- гвардии полковник Устинов Евгений Алексеевич (2000—2002)
- гвардии полковник Гуназа, Виктор Игоревич (2011—2014)
- гвардии полковник Селивёрстов, Владимир Вячеславович (2018—2019)
- гвардии полковник Шмелёв, Олег Львович (2019—2021)
- гвардии полковник Сухарев, Сергей Владимирович (2021—2022) †.